# Сачічай
Сачічай  (ісп. Sachichaj) — водоспад, що знаходиться в окрузі Алта-Верепас у Гватемалі. Має висоту 15 метрів.

## Опис
Сачічай претендує на звання найгучнішого водоспаду Гватемали. Водяні потоки падаючи з п'ятнадцятиметрової висоти піднімають гуркіт, який відлунюється від навколишніх скель. 